# 国际奎师那知觉协会
國際奎師那知覺協會（英語：International Society for Krishna Consciousness，可譯為國際奎師那知覺協會，「奎師那」亦可譯為「克利須那」、「訣殊那」，即黑天；簡稱ISKCON，音譯為益世康；又稱哈瑞奎師那（英語：Hare Krishna）、基於古印度吠陀的大型宗教團體，創辦人為帕布帕德；該組織的工作包括教授奉愛瑜珈（瑜伽體系的最終目的）和推廣素食，在全球有着眾多支持者，並建立了眾多廟宇、生態農場等等。

## 沿革
國際奎師那知覺協會成立於1966年7月，創辦者為生於印度加爾各答的帕布帕德。
福特家族的阿爾弗雷德·福特是國際奎師那知覺協會的長期信徒，他曾向協會捐款1,000萬美元，也曾斥資數百萬美元為該協會興建一座「宗教綜合大樓」，並把大樓命名為「精神迪士尼樂園」:14–15。
目前在台灣，由ISKCON傳承指導並由當地信徒持續運作中的是台北市奎師那意識學會。

## 信仰
根據國際奎師那知覺協會的官方網站，國際奎師那知覺協會隸屬於一神論宗教組織高迪亞毗濕奴派，該派系是基於印度教的心靈瑜珈，而心靈瑜珈則是旨在令所有生靈喚醒它們對奎師那的愛。國際奎師那知覺協會的信徒以《瑪哈曼陀羅》禱文（又稱「偉大的拯救禱文」）來歌頌神的名字，該禱文的內容如下：
|  | हरे कृष्ण हरे कृष्ण कृष्ण कृष्ण हरे हरे हरे राम हरे राम राम राम हरे हरे |

|  | Hare Krishna Hare Krishna Krishna Krishna Hare Hare Hare Rama Hare Rama Rama Rama Hare Hare |

|  | 哈瑞奎師那，哈瑞奎師那，奎師那奎師那，哈瑞哈瑞 哈瑞羅摩，哈瑞羅摩，羅摩羅摩，哈瑞哈瑞。 |

據國際奎師那知覺協會聲稱，該協會的核心宗教經典是印度教经典《博伽梵歌》(帕布帕德譯註的《博伽梵歌原意》)，此書記載各種瑜伽，包括行動瑜伽、歌伊雅納瑜珈、訶陀瑜伽等；協會又認為，《博伽梵歌》記載了奎師那的說話，是《吠陀經》（韋達經；Vedas）的精華。但是，創辦國際奎師那知覺協會的帕布帕德曾表示該會與印度教無關:13–14。
國際奎師那知覺協會認為，人並非軀體，而是靈魂，屬於奎師那的一部分；人所做的一切均是供奉奎師那，不能只為滿足感官而做事。該協會宣稱，奎師那是全人類共同的父親，人類皆是兄弟；祂是全知、全在、全能、永恆、最具吸引力的，與伊斯蘭教的阿拉、佛教的大日如来、基督教的耶和華是同一個神。協會認為，奎师那住在一個「灵性的国度」，如果人類想進入這国度，便需要先得到净化。
國際奎師那知覺協會主張和平、素食主義、一夫一妻制。該協會的成員主張慈悲、诚实、苦行，不進食鱼類、肉類食物和蛋，不參與包括买卖股票在內的赌博活動，不攝取茶、咖啡、巧克力等可能令人成瘾的物質。

## 活動
國際奎師那知覺協會成功把高迪亞外士納瓦派系傳至世界多國，亦令瑜伽能夠在西方世界普及起來；根據該協會的網站，該協會在全球合共營運了約500家主要活動中心、廟宇和農場，以及約100家素菜餐廳，協會的會員還營辦了醫院、學校、生態村等附屬機構，並以舉辦節慶和表演的方式傳教。為推廣素食主義，國際奎師那知覺協會曾在馬來西亞古晉派發素食便當。協會也曾向香港中文大學文化及宗教研究系提供400萬港元捐款，資助校方設立關於印度宗教與印度文化的課程。

### 在中國
國際奎師那知覺協會大約1980年代傳入中國大陸。根據2017年發表的論文《新興宗教「益世康」及其在大陸發展傳播初探》作者估計，協會在中國大陸約有1,000名信徒。

## 爭議
國際奎師那知覺協會吸引了眾多支持者，但也同時引來了批評。
儘管皈依的門徒誓守四項基本原則：素食、不用麻醉品、不賭博、沒有非法的性行為，並且真誠的門徒努力靈修以期超脫物質束縛而回歸靈性世界，但仍有以下傳聞。
諾麗·穋斯特是國際奎師那知覺協會的前成員，她批評協會在招募過程中行使欺騙手段，又出版了《靈魂的背叛》一書，指控國際奎師那知覺協會內部出現虐待行為，令很多協會成員退出該會:352。
國際奎師那知覺協會要求成員的兒女在五歲起住在協會的寄宿學校，從而令他們的父母可以毫無負擔地為協會提供服務；有住在這些寄宿學校的兒童表示遭到其他協會成員和學校教師的性騷擾或強姦，亦有兒童被毆打、虐待、體罰和威嚇，而且還沒有足夠的食物和及時的醫療服務:14。2000年，92名曾就讀國際奎師那知覺協會寄宿學校的兒童提出集體訴訟，聲稱在寄宿學校內受到性侵犯、身體虐待和精神虐待，協會因而被判令賠償:14。
國際奎師那知覺協會的領袖克依檀阿南達·瑪哈拉傑在1996年捲入詐騙和謀殺訴訟，被指涉嫌參與一宗涉款1,000萬美元的集資騙案:13。與此同時，兩名國際奎師那知覺協會成員遭到謀殺，其中一人打算公開克依檀阿南達的所作所為；疑犯同是該會的信徒，他聲稱是克依檀阿南達煽惑他犯案:13。結果，克依檀阿南達被判囚20年，但在服刑八年後獲釋:13–14。
在俄羅斯，一名十六歲少女參加了國際奎師那知覺協會的活動，後來以自殘來威脅父母給她金錢，讓她上繳給協會的領導人。後來，一些國際奎師那知覺協會成員到訪該名少女的家，聲稱要為少女一家的住宅驅逐邪靈；協會成員離開後，少女的父母發現有財物失竊，但少女又以自殘作為威脅，要求父母不要向警方報案。這名少女其後死去，家屬懷疑她的死與國際奎師那知覺協會有關。